# Райзинг Старз
Райзинг Старз (англ. Rising Stars Football Club) — нигерийский футбольный клуб из Акуре. Выступал в Премьер-лиге Нигерии. Домашние матчи проводит на стадионе «Акуре Стэйдиум», вмещающем 15 000 зрителей.

## История
Клуб был первоначально фарм-клубом основной команды Саншайн Старз. Они перешли в 2009 году в Национальную лигу и заняли второе место в дивизионе в 2011 году. В сезоне 2011/12 заняли 19-е место и вылетели в Национальную лигу.

## Известные тренеры
Родолфо Запата